# Vreid
Vreid (no. ‚Zorn‘, ‚Wut‘) ist eine Extreme-Metal-Band aus Norwegen. Sie ist eine Nachfolgeband von Windir.

## Bandgeschichte
Nach dem Tod des Windir-Sängers Valfar entschloss sich Bassist Hváll, eine neue Band zu gründen, um weiterhin produktiv zu bleiben. Vom alten Line-Up traten Gitarrist Sture, der jetzt auch den Gesang übernahm, und Schlagzeuger Steingrim bei. Neu hinzu kam der zweite Gitarrist Ese. Gründer Hváll schrieb das meiste Material für das Debütalbum Kraft. Dieses wurde im Sommer 2004 in seinem Studio 1184 aufgenommen und im Subsonic Society Studio in Oslo gemixt. Es wurde ein Vertrag mit Tabu Recordings für drei Alben unterschrieben. Kraft wurde am 4. Oktober in Norwegen und am 18. Oktober weltweit unter der Lizenz von Candlelight Records veröffentlicht. Noch im selben Monat folgte eine Norwegentournee mit Enslaved. Im Februar 2005 begab man sich erneut mit Enslaved auf Tour; diesmal ging es mit 29 Konzerten quer durch Europa. Im Juni begann man damit, das bereits geschriebene Material für ein neues Album einzuüben, im September betraten Vreid erneut das 1184-Studio und begannen mit den Aufnahmen von Pitch Black Brigade. Veröffentlichungsdaten waren der 10. April in Norwegen, der 24. April in Europa und der 16. Mai in den USA. Erneut fanden etliche Konzerte statt sowie Auftritte auf mehreren Festivals; Höhepunkt war das Wacken Open Air. Das dritte Album I Krig wurde am 22. Juni 2007 veröffentlicht, die Ideen entstanden bereits 2006 auf Tour. Inhaltlich basiert es auf einer Textsammlung des Poeten Gunnar Reiss-Andersen, der mit seinem Werk die sieben vorangegangenen Jahre verarbeitete. Von Mai bis Oktober 2008 nahm Vreid das vierte Album Milorg auf, das 2009 veröffentlicht wurde. Der Titel stammt von der norwegischen Widerstandsgruppe Milorg aus der Zeit des Zweiten Weltkrieges.
2010 wurde der Gitarrist Ese durch das ehemalige Windir-Mitglied Stian „Strom“ Bakketeig ersetzt.

## Musikstil und Texte
Vreids Musik unterscheidet sich deutlich von Windir. Sie beinhaltet Einflüsse aus 1970er-Jahre-Rock, klassischem Heavy Metal der 1980er-Jahre und norwegischem Black Metal. Alex Henderson von AllMusic schrieb in seiner Kritik zum Debüt, die Band sei sich „offensichtlich durchaus des Thrash-Metal- und Punk-Erbes des Black Metal bewusst“, und in dem Kommentar zum Nachfolger Pitch Black Brigade, die Band zelebriere diese Wurzeln. Auf I Krig jedoch näherte die Band sich stilistisch Windir und dem Folk Metal. Das Album wurde stark von skandinavischem Folk beeinflusst. Milorg wurde mit Enslaved, Emperor und Dødheimsgard verglichen, durch einige Stücke scheinen auch Einflüsse von Black Sabbath und Iron Maiden hindurch.
Jarle „Hváll“ Kvåle zufolge war die Band „niemals Teil irgendeiner Szene“ und sieht sich „selbst auch nicht als Black-Metal-Band“. Vreids Texte sind von geschichtlichen Ereignissen inspiriert; Pitch Black Brigade handelt von Dystopien, sowohl I Krig als auch Milorg waren Konzeptalben über die Befreiung des von den Deutschen besetzten Norwegen im Zweiten Weltkrieg. V handelt ebenfalls von Befreiung, jedoch aus einer umfassenderen historischen und philosophischen Sicht.

## Diskografie
- 2004: Kraft (Album, CD, Tabu Recordings)
- 2006: Pitch Black Brigade (Album, CD, Tabu Recordings)
- 2007: I Krig (Album, CD/2x12"-Vinyl, Indie Recordings)
- 2009: Milorg (Album, CD/12"-Vinyl, Indie Recordings)
- 2010: Vreid Goddamnit (Konzertalbum, DVD, Indie Recordings)
- 2011: V (Album, CD/2x12"-Vinyl, Indie Recordings)
- 2013: Welcome Farewell (Album, CD, Indie Recordings; 12"-Vinyl, Back on Black)
- 2015: Sólverv (Album, CD/2x12"-Vinyl, Indie Recordings)
- 2018: Lifehunger (Album, CD/12"-Vinyl, Season of Mist)
- 2021: Wild North West (Album, CD/CD+DVD/2x12"-Vinyl, Season of Mist)

Beiträge auf Kompilationen (Auswahl):
- 2005: Raped By The Light auf Candlelight USA Beyond Extremes Summer Sampler 2005 (CD, Candlelight Records)
- 2009: Milorg auf Amalgamate (AAC, The End Records)
- 2012: Lunar Force auf Önd - A Tribute (2xCD, Pictonian Records)
- 2013: As The Eternity Opens auf Pure Northern Darkness - A Tribute To Immortal (MC, Werewolf Promotion)

## Musikvideos
- 2013: The Reap
- 2015: Sólverv (Regie/Produktion: Kim Holm)
- 2016: Når Byane Brenn